# 27.ª División de Granaderos SS Voluntarios Langemarck
La 27.ª División de Granaderos SS Voluntarios Langemarck o Legión Flamenca (en holandés: Vlaams Legioen) fue una formación militar colaboracionista reclutada entre los voluntarios de habla holandesa de la Bélgica ocupada por los alemanes, en particular de Flandes, durante la Segunda Guerra Mundial. Se formó a raíz de la invasión alemana de la Unión Soviética y luchó en el Frente Oriental en las Waffen-SS junto con formaciones similares de otras partes de la Europa Occidental ocupada por los alemanes.
Establecida en julio de 1941, la Legión Flamenca fue concebida por la Unión Nacional Flamenca (Vlaams Nationaal Verbond, o VNV) como un medio para mantener su condición de principal partido colaboracionista dentro de Flandes desde la invasión alemana de mayo de 1940. Se formó varios meses después de que el VNV hubiera comenzado a reclutar voluntarios flamencos para formaciones más pequeñas de las Waffen-SS y fue representado como el futuro ejército de un estado flamenco independiente. A pesar de la oposición de sus miembros, un grupo de unos 1.000 hombres recibió un estatus teóricamente independiente, denominado Legión Voluntaria SS Flanders (SS-Freiwilligen Legion Flandern). Posteriormente, sufrió numerosas bajas en el Frente Oriental en los combates alrededor de Leningrado.
La Legión Flamenca fue oficialmente disuelta en mayo de 1943 y reorganizada dentro de las Waffen-SS como la Brigada de Asalto SS Langemarck (SS-Sturmbrigade Langemarck). 200 soldados se negaron a jurar lealtad a Adolf Hitler en octubre de 1943 y fueron transferidos a otras unidades o batallones de castigo. Posteriormente se reorganizó en varias ocasiones y fue designada oficialmente como división en septiembre de 1944, pero se mantuvo en torno a los 2.000 efectivos y nunca se expandió más allá del tamaño de una brigada. Participó en combates en Ucrania, Estonia y Pomerania. El personal restante finalmente se rindió al Ejército Rojo en Mecklemburgo el 3 de mayo de 1945.

## Antecedentes

### Colaboracionismo flamenco y el VNV

Bandera de la Unión Nacional Flamenca (VNV) que impulsó el reclutamiento para la Legión Flamenca.

Había varios partidos políticos en Bélgica en el momento de la invasión alemana en mayo de 1940 que simpatizaban ampliamente con los ideales autoritarios y antidemocráticos representados por la Alemania nazi. En Flandes, el más grande e importante de estos grupos fue la Unión Nacional Flamenca (Vlaams Nationaal Verbond, o VNV). El VNV fue el sucesor del Movimiento Flamenco que se originó como respuesta a la marginación percibida del idioma neerlandés en Bélgica durante el siglo XIX. Se volvió cada vez más radical durante y después de la Primera Guerra Mundial. La ideología del VNV se enmarcó en oposición al estado belga, pidiendo que Flandes formara parte de una "Gran Holanda" (Dietsland) racialmente definida, fusionándose con Holanda. También estuvo influenciado por el catolicismo y el anticomunismo, pero inicialmente desconfió de la ideología nazi, que se consideraba anticlerical. No obstante, el VNV se vio cada vez más influenciado por las ideas fascistas. En las elecciones nacionales de abril de 1939, VNV recibió aproximadamente el 15% del voto flamenco.
Después de la rendición del ejército belga el 28 de mayo de 1940, se creó una Administración Militar para gobernar la Bélgica ocupada por los alemanes. Con la esperanza de expandir su apoyo en Flandes e influenciado por los ideales raciales nazis, adoptó la llamada Flamenpolitik que dio un trato preferencial a la población flamenca sobre los valones francófonos en temas como la repatriación de prisioneros de guerra belgas. El VNV esperaba utilizar el apoyo alemán para expandir su propia influencia política dentro de Flandes. Después del inicio de la ocupación, cambió su posición ideológica para ser más compatible con las ideas nazis y suspendió las demandas de secesión flamenca de Bélgica.

### Primer reclutamiento en Flandes
Al mismo tiempo, el VNV se vio sometido a una presión cada vez mayor de grupos colaboracionistas más pequeños y radicales dentro de Flandes que surgieron durante los primeros meses de ocupación alemana. Estos incluyeron el Algemeene-SS Vlaanderen y DeVlag, que adoptaron una ideología explícitamente pro-alemana y nazi que amenazaba con rebasar el apoyo de VNV de las autoridades alemanas. En septiembre de 1940, el Algemeene-SS Vlaanderen anunció su intención de reclutar voluntarios flamencos para las Waffen-SS, inicialmente enviados a la División SS Wiking. Esto inició una "carrera" en Flandes para reclutar voluntarios para el ejército alemán, aunque el VNV inicialmente se mostró reacio a unirse porque temía perder el control sobre sus reclutas. Entre abril y junio de 1941, el VNV reclutó de 500 a 800 voluntarios flamencos para una unidad mixta flamenco-holandesa, la SS-Freiwilligen Standarte Nordwest después de que Alemania prometiera que no sería desplegada en combate.

## Formación
La invasión alemana de la Unión Soviética en junio de 1941 expandió las actividades de los grupos colaboracionistas en Bélgica y en otras partes de la Europa ocupada por los alemanes. El 8 de julio de 1941, el VNV anunció su intención de reclutar una Legión Flamenca para luchar como parte de las fuerzas alemanas en el Frente Oriental. Aproximadamente 560 hombres fueron reclutados entre julio y agosto de 1941, algunos creían que representaba el primer paso hacia la creación de un ejército flamenco independiente. La creación de la Legión Flamenca también obligó al Partido Rexista, un grupo mayoritariamente de habla francesa en Bélgica, a reclutar una Legión Valona en lugar de la Legión Belga que había defendido originalmente.
Los voluntarios de la Legión Flamenca fueron transportados a Dębica, en la actual Polonia, en agosto de 1941. Allí, los alemanes intentaron fusionarlos con los voluntarios de la Westland de Flandes. La mayoría de los nuevos voluntarios se negaron a unirse a las Waffen-SS y, en cambio, las unidades se unieron en una nueva Legión Flamenca del tamaño de un batallón, que a su vez se unió a la SS Legion Niederlande más grande. Inicialmente, se le había asegurado al VNV que la Legión Flamenca permanecería en gran medida como independiente del resto del ejército alemán y estaría comandada por oficiales flamencos. Esta autonomía sería cada vez más ignorada por las autoridades militares alemanas y el VNV no podría protestar sin comprometer su posición.

## Despliegue en el Frente Oriental

### Batallas en los alrededores de Leningrado
En septiembre de 1941, la formación tenía el tamaño de un batallón de infantería reforzado y tenía cinco compañías totalmente motorizadas. La unidad fue nuevamente renombrada, esta vez como la Legión de Voluntarios SS Flandern. Su fuerza era de 1.100 hombres, de los cuales 1.000 eran flamencos, incluidos 14 oficiales. El 10 de noviembre de 1941, la Legión recibió la orden de ir al frente cerca de Novgorod, bajo el mando general del Grupo de Ejércitos Norte. La legión se subordinaría a la 2.ª Brigada de Infantería SS.
Al llegar al frente a fines de noviembre, la Flandern fue inmediatamente enviada al combate en la región de Vóljov para intentar detener los ataques soviéticos. Durante los intensos combates, la legión demostró su capacidad de combate y se retiró a la línea del río Vóljov.
El 13 de enero de 1942, los soviéticos lanzaron una ofensiva destinada a aliviar el frente de Leningrado. La Flandern se encontró en la línea de avance soviética y estuvo inmersa en una fuerte lucha defensiva contra los ataques soviéticos que duraron hasta finales de febrero. A finales de febrero, el asalto soviético cesó y los alemanes pasaron a la ofensiva, intentando rodear las fuerzas soviéticas. Durante los meses siguientes, la Flandern se dedicó a completar el cerco a las fuerzas soviéticas, y el 21 de mayo de 1942, logró cerrar el cerco. En el transcurso del mes siguiente, la Legión participó en la reducción de la bolsa, estando fuertemente comprometida hasta el 27 de junio de 1942, cuando la unidad fue relevada del frente para descansar y reacondicionarse.
Después de dos meses en la reserva, la Legión fue enviada de regreso a la línea al sur del lago de Ládoga, en concreto a las trincheras que estaban siendo atacadas por las fuerzas soviéticas que intentaban aliviar el sitio de Leningrado. La Flandern estuvo en fuertes combates y resistió dos importantes ataques soviéticos contra la ciudad. El 31 de marzo de 1943, la Legión recibió la orden de regresar al Área de Entrenamiento de las SS en Dębica para ser reorganizada.

### Ucrania
Poco después de llegar a Dębica, se ordenó a la Legión que se trasladara a Milowitz, en Bohemia.
En mayo de 1943, la Legión Flamenca se fusionó con otros voluntarios flamencos para formar la nueva SS-Sturmbrigade Langemarck bajo las órdenes de Heinrich Himmler. Sin embargo, las tensiones entre los voluntarios flamencos y las SS llevaron a algunos miembros a negarse a prestar juramento de lealtad a las SS. Los alemanes volvieron a insistir en que los voluntarios prestaran juramento en octubre de 1943. Unos 200 "rebeldes" que se negaron fueron trasladados a otras unidades o batallones de castigo. En agosto, el líder del VNV, Hendrik Elias, anunció que el VNV no reclutaría más miembros para el ejército alemán. La asignación del título Langemarck, en memoria de la sangrienta batalla de la Primera Guerra Mundial librada en Langemarck, en Flandes Occidental en 1914, tenía la intención de representar la camaradería flamenco-alemana. Sin embargo, los propios flamencos no entendían por qué se les había otorgado un título que representaba las pérdidas sufridas por los soldados alemanes que intentaban apoderarse de su país en 1914. Los flamencos sintieron celos de que sus compatriotas de habla francesa, los valones, fueran otorgados con el título que hacía referencia a su región de origen. A pesar de esto, un número significativo de flamencos siguió registrándose para el servicio en las Waffen-SS.
Además de los veteranos de la Flandern, la Sturmbrigade ahora ganó un contingente de nuevos voluntarios flamencos, una compañía Panzerjäger antitanques, un batallón de cañones de asalto equipado con Stug y un batallón de batería antiaérea. En octubre de 1943, la brigada pasó a llamarse 6.ª Brigada de Asalto Voluntaria Langemarck. En diciembre de 1943, la Langemarck estaba lista para ser enviada al frente. La fuerza total de la unidad era de 2.022 hombres.
El 26 de diciembre de 1943, la Langemarck fue enviada a Ucrania para unirse al Grupo de Ejércitos Sur. Luchando junto a la 2.ª División SS Das Reich, la brigada participó en las batallas defensivas en la región de Kiev y Zhytómyr.
En enero de 1944, la Langemarck y elementos de la Das Reich fueron rodeadas por fuerzas soviéticas cerca de Zhytómyr. A pesar de esto, lucharon para salir del kessel (bolsa), sufriendo muchas bajas y perdiendo la mayoría del equipo pesado y los vehículos. A principios de marzo, la brigada se había reducido a 400 hombres. A finales de abril, la agotada Langemarck recibió la orden de regresar a Bohemia para reorganizarse.

### Narva - Bolsa de Curlandia
En Bohemia, 1.700 nuevos reclutas estaban esperando para unirse a la división, y pronto se recuperó. El 19 de julio de 1944, se formó el Kampfgruppe Rehmann, comandado por el SS-Hauptsturmführer Wilhelm Rehmann. El KG Rehmann, que consistía en el 2.º Batallón de la Langemarck, fue enviada al frente de Narva para formar parte del III SS Cuerpo Panzer (germánico) de Felix Steiner que defendía la línea de Tannenberg. La línea de Tannenberg estaba dibujada sobre tres colinas estratégicas. De oeste a este, estas fueron conocidos como Colina 69.9 (69.9-Höhe), Colina Granada (Grenadier-Höhe) y Colina Orfanato (Kinderheim-Höhe). Desde la Colina Orfanato, la parte trasera de la ciudad de Narva podría protegerse. El KG Rehmann se encargó de defender la Colina Orfanato.
Luchando junto a hombres de la 11.ª División de Granaderos SS Nordland, la 28.ª División de Granaderos SS Voluntarios Wallonien, la 20.ª División de Granaderos SS (Estonia n.º 1), la 23.ª División de Granaderos Voluntarios SS Nederland y varias formaciones alemanas, la Langemarck quedó comprometida en un combate contra los soviéticos.
Durante los meses siguientes, la Langemarck, junto con el resto del cuerpo de Steiner, estuvo involucrada en la bolsa de Curlandia, la brigada estuvo en combate durante gran parte de la retirada. En septiembre de 1944, los restos del KG Rehmann fueron evacuados en ferry por el Báltico a Swinemünde y se unieron al resto de la Brigada. Tras la invasión aliada de Bélgica, muchos fascistas belgas huyeron a Alemania. El resultado de esto fue que tanto la Langemarck como la 5. SS-Freiwilligen-Sturmbrigade "Wallonien" fueron reorganizadas como divisiones el 18 de octubre de 1944.

### Pomerania - Frente del Óder
La nueva División Langemarck fue designada como la 27.ª División de Granaderos Voluntarios SS Langemarck. Si bien la afluencia de flamencos desplazados significaba que la división tenía una base sólida sobre la que formarse, también significaba que se requería más capacitación. No fue hasta el 1 de enero de 1945 que la división estuvo lista para ser enviada nuevamente al frente. La Langemarck se adjuntó una vez más al III SS Cuerpo Panzer (germánico), ahora parte del recién formado XI SS Cuerpo Panzer de Steiner, ubicado en el bajo Óder cerca de Stettin.
El 16 de febrero, se ordenó un kampfgruppe con los hombres más experimentados de la división a la ofensiva como parte de la Operación Sonnenwende, la operación para destruir un saliente soviético y relevar a las tropas sitiadas en la ciudad de Arnswalde. La ofensiva había sido concebida por Generaloberst Heinz Guderian como un asalto masivo a lo largo del frente, pero luego Hitler la redujo al nivel de un contraataque local.
A pesar de las ganancias iniciales, el ataque pronto se estancó después de III. SS Cuerpo Panzer (germánico), con las divisiones Nordland, Langemarck y Wallonie a la vanguardia, llegó a Arnswalde. Los fuertes contraataques soviéticos amenazaban con rodear al cuerpo, por lo que después de evacuar a todos los supervivientes civiles, Steiner canceló la operación y ordenó al cuerpo que regresara al área alrededor de Stargard y Stettin.
La ofensiva soviética del 1 de marzo empujó a la Langemarck junto con el resto del III SS Cuerpo Panzer (germánico) ante él. El 4 de marzo, la división retrocedía hacia el área alrededor de Altdamm, la última posición defensiva al este del Óder. El día 19, la unidad retrocedió detrás del Óder. Como parte del XI SS Cuerpo Panzer de Steiner, la Langemarck, ahora reducido a un Kampfgruppe, comenzó a retroceder hacia Mecklemburgo, donde se rindió al Ejército Rojo el 8 de mayo de 1945.

## Comandantes
- SS-Sturmbannführer Michael Lippert (24 de septiembre de 1941-2 de abril de 1942)
- SS-Obersturmbannführer Hans-Albert von Lettow-Vorbeck (2 de abril de 1942 - junio de 1942)
- SS-Hauptsturmführer Hallmann (junio de 1942 - 20 de junio de 1942)
- SS-Obersturmbannführer Josef Fitzthum (20 de junio de 1942-11 de julio de 1942)
- SS-Sturmbannführer Conrad Schellong (11 de julio de 1942 - octubre de 1944)
- SS-Oberführer Thomas Müller (octubre de 1944-2 de mayo de 1945)